# Quercus hartwissiana
Quercus hartwissiana es una espècie de roure que pertany a la família de les fagàcies i està dins de la secció dels roures blancs, que són els roures blancs d'Europa, Àsia i Amèrica del Nord. És natiu originària del sud-est de Bulgària, del nord de l'Àsia Menor al llarg del mar Negre i del Caucas

## Descripció
Quercus hartwissiana és un gran arbre caducifoli que pot arribar a fer fins a 35 m d'alçada, amb corona en forma de paraigua i branques ascendents. L'escorça és gruixuda, finament solcada, gairebé negra. Els brots són de color marró vermellós fosc i calbes. Les gemmes són àmplies, ovals o gairebé rodones, de 6 a 7 mm de llarg, amb escates curtes que són brunyides. El pecíol fa 1,5 a 2 cm de llarg. Les fulles fan entre 12 i 14 cm de llarg i 7 a 9 cm d'amplada, lleugerament convexes a la base, i tenen de set a deu parells de lòbuls força regulars, curts, arrodonits a punxeguts. Les venes de les fulles es dirigeixen totes cap als lòbuls de la fulla, no cap a les esquerdes d'aquestes. La part superior de la fulla és de color verd brillant, la part inferior és mat, amb un matís marró fosc, amb un velló fi i pèls rogencs una mica més llargs al llarg de les venes de les fulles, o en els angles entre elles.
En un pecíol de 2 a 7 cm de longitud, hi ha d'una a quatre glans. Els seus fruits maduren en el primer any. Les glans fan de 2,5 a 3 cm de llarg i d'1,2 a 1,5 cm d’amplada, les tasses de les glans fan 1,5 cm de llarg i 2 cm de diàmetre. Les escates de la tassa de la gla són gairebé plenes fins a la part superior.

## Distribució

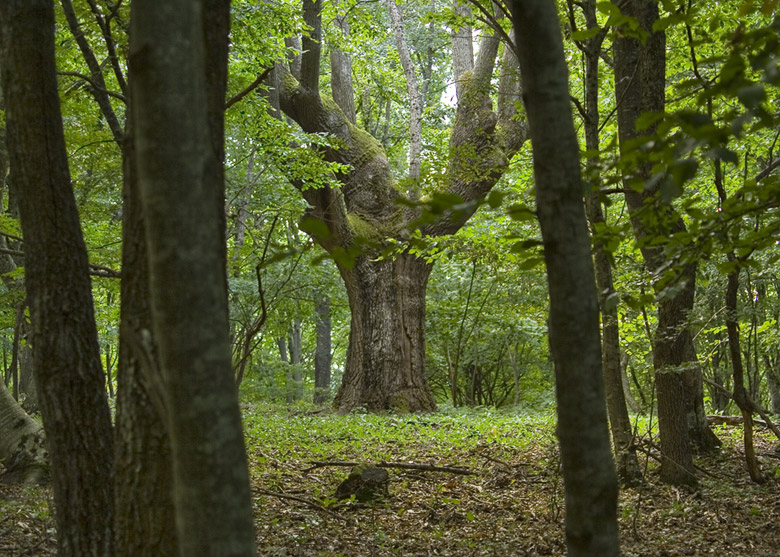
Un hàbitat de Quercus hartwissiana al parc natural d'Strandzha, Bulgària

Quercus hartwissiana es troba a l'ecoregió dels boscos caducifolis del Pont Euxí i la Còlquida, al bioma de boscos temperats de fulla ampla i mixtos al llarg del mar Negre des de les parts més sud-orientals de la península balcànica, al nord de l'Àsia Menor fins al Caucas occidental. Creix a Bulgària, Turquia, Geòrgia i Rússia.
A Bulgària, Quercus hartwissiana creix al Parc Natural d'Strandzha i es distribueix a l'ecotip de bosc dens i a l'ecotip càrstic o xelòfil. A Strandzha creix prop de les valls del riu, especialment les de Veleka i Rezovo. Allí es barreja amb Carpinus betulus, Fagus orientalis, Sorbus torminalis, Quercus pubescens, Quercus cerris, Quercus frainetto, Carpinus orientalis i els arbustos Cistus creticus i Daphne pontica.
A Rússia creix a la conca del riu Mzymta i al nord del Caucas. A Geòrgia creix a Abkhazia, Racha-Lechkhumi i Kvemo Svaneti, Samegrelo, Imereti, Guria i Adjara; a l'est de Geòrgia ara només creix a Kakheti.
Sempre creix en boscos mixtos juntament amb altres espècies arbòries. Quercus hartwissiana prefereix el clima càlid i humit, i creix en sòls frescos a humits, des de les terres baixes fins a una alçada de 1200 a 1500 m. És un relicte preglacial i es considera l'avantpassat de Quercus robur i Quercus petraea.

## Registre fòssil
Els fòssils de Quercus hartwissiana s'han descrit a partir de la flora fòssil del districte de Kızılcahamam a Turquia, que és del començament del Pliocè.

## Taxonomia
Quercus hartwissiana va ser descrita per William Trelease i publicat a Memoirs of the National Academy of Sciences 20: 93, pl. 149. 1924.
Etimologia
Quercus: Nom genèric del llatí que designava igualment al roure i a l'alzina.
hartwissiana: epítet atorgat en honor del botànic rus Nicolai Anders von Hartwiss, que es va interessar en espermatòfits que va explorar Geòrgia i Crimea.
Sinonímia
- Quercus ajudaghiensis Steven ex Petzh. & G.Kirchn.
- Quercus armeniaca Kotschy
- Quercus hartwissiana f. macrocarpa Medw.
- Quercus hartwissiana var. macrocarpa (Medw.) A.Camus
- Quercus kassanogluanensis Kotschy
- Quercus robur var. armeniaca A.DC.
- Quercus stranjensis Turrill[1][8]